# Marcus Burghardt
Marcus Burghardt (født 30. juni 1983) er en tidligere tysk professionel cykelrytter.
Han blev professionel i 2005 efter en amatørkarriere i Wiesenhofs U-23 hold, hvor han vandt Bundesliga Gerlingen sammenlagt i 2004. Burghardt vandt ProTour-løbet Gent-Wevelgem i 2007 foran holdkammeraten Roger Hammond. Han har også hævet sig i løb som Dwars door Vlaanderen og etaper i Vuelta a España.
Burghardt har desuden æren af at have en af de mest underlige styrt i nyere tid; Under Tour de France 2007, løb en hund ind foran Burghardt, og Burghardt nåede delvist at få bremset op i tide. Men han kolliderede alligevel med hunden, hvilket resulterede i at forhjulet blev bøjet 90grader, tværs over på midten.

## Eksterne links
- Wikimedia Commons har flere filer relateret til Marcus Burghardt
- Officielle hjemmeside
- Marcus Burghardts opslag i Munzinger Sportsarchiv (tysk)
- Marcus Burghardts profil hos UCI (engelsk)
- Marcus Burghardts profil på CycleBase (engelsk)
- Marcus Burghardts profil på Cykelsiderne
- Marcus Burghardts profil på Cycling Quotient (engelsk)
- Marcus Burghardts profil på ProCyclingStats (engelsk)
- Marcus Burghardts profil på FirstCycling